# 斯特鲁维环形山
斯特鲁维环形山（Struve）是月球正面风暴洋西部一座古老的大撞击坑残迹，约形成于45.5-39.2亿年前的前酒海纪，其名称取自三位俄罗斯家族成员，天文学家弗里德里希·冯·斯特鲁维(1793年-1864年)、奥托·威廉·冯·斯特鲁维(1819年-1905年)和奥托·斯特鲁维(1897–1963)，1964年被国际天文学联合会批准接受。

## 描述

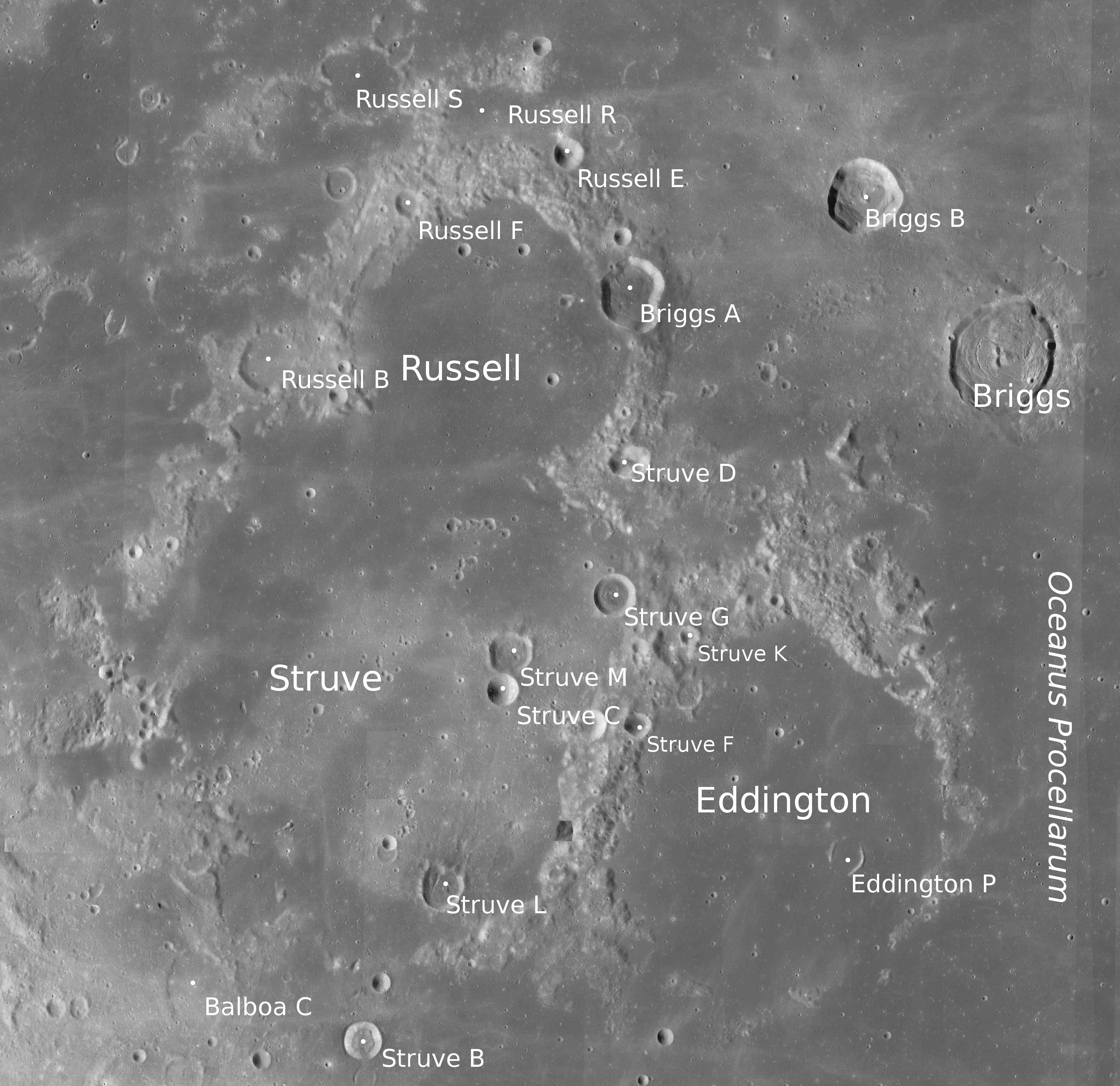
斯特鲁维环形山的周边，月球勘测轨道飞行器拍摄。

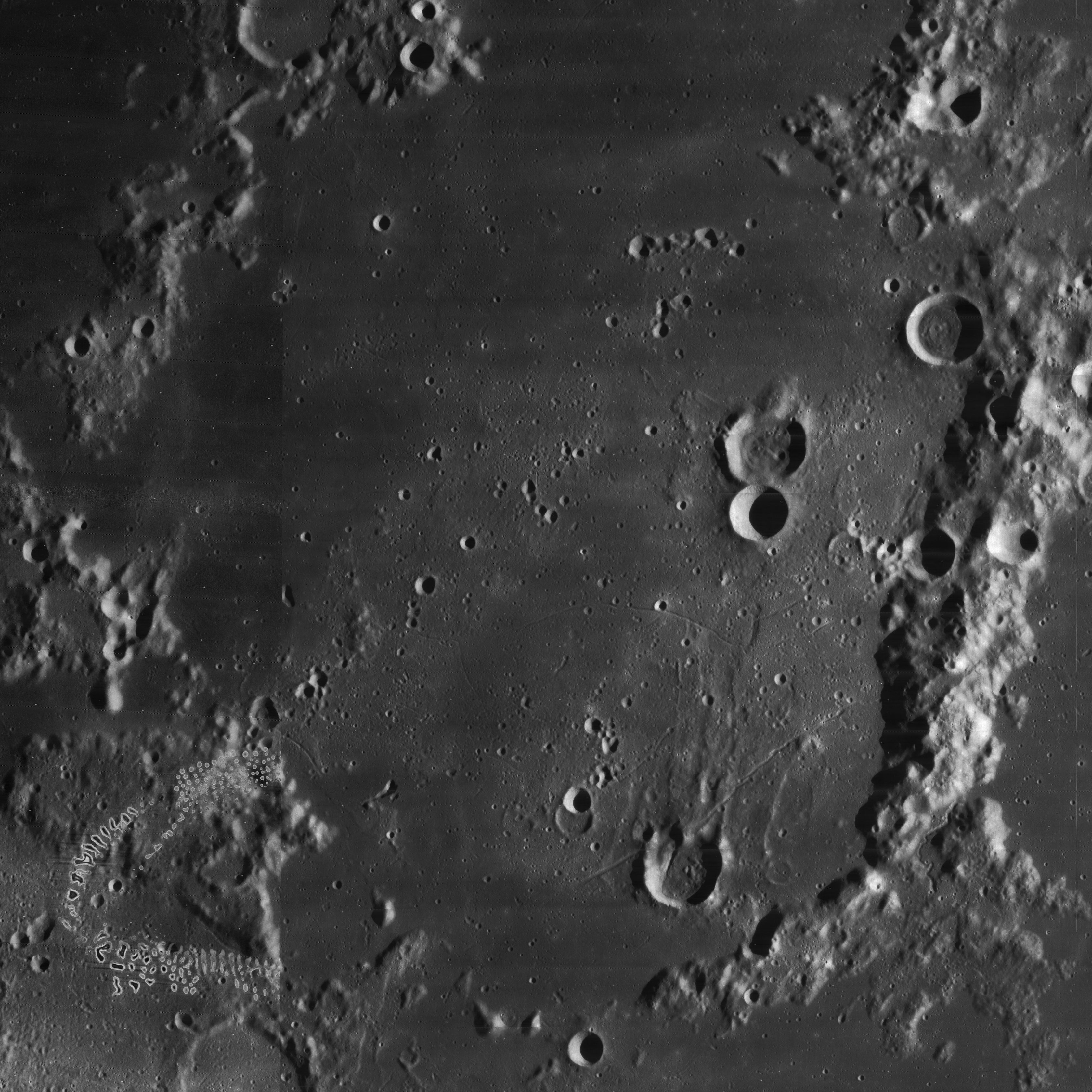
月球轨道器4号拍摄的图像

该陨坑的北侧壁被北面较小的罗素环形山截断、东南则与另一座被熔岩淹没的残迹坑-爱丁顿环形山相接壤、克拉夫特环形山位于它的东南偏南、往西南更远处，接近月球西侧边沿则坐落了巴尔沃亚环形山。该陨坑中心月面坐标为23°25′N 76°39′W / 23.41°N 76.65°W，直径164.3公里，深度约2.29公里。
斯特鲁维环形山已被熔岩淹没，只剩下一些最高的壁顶露出在月表之上，形成一圈由山丘和山脊构成的环壁。沿边缘的数处裂口连接了周边的月海，其中北侧一处宽阔的裂口将它与罗素环形山的坑底连成一体，而与爱丁顿环形山相交的东南壁最为突出(最大高度达到1.81公里)，上面覆盖了数座小陨坑。斯特鲁维环形山坑内分布有数座醒目的撞击坑：东部坐落了卫星坑"斯特鲁维 C"和"斯特鲁维 M"、东北为"斯特鲁维 G"、南部有"斯特鲁维 L"，在西南内壁坡底还有一座同心环坑。坑底南部地表上斜穿着二道宽阔的射纹束。
由于该陨坑的位置接近月球西侧边沿，因此，从地球观看，其外观会产生扭曲变形，对它的观察有赖于月球摄动。在一些旧月图中，该陨坑也被命名为"奥托·斯特鲁维环形山"。

## 卫星陨石坑
按惯例，最靠近斯特鲁维环形山的卫星坑将在月图上以字母标注在它的中心点旁边。

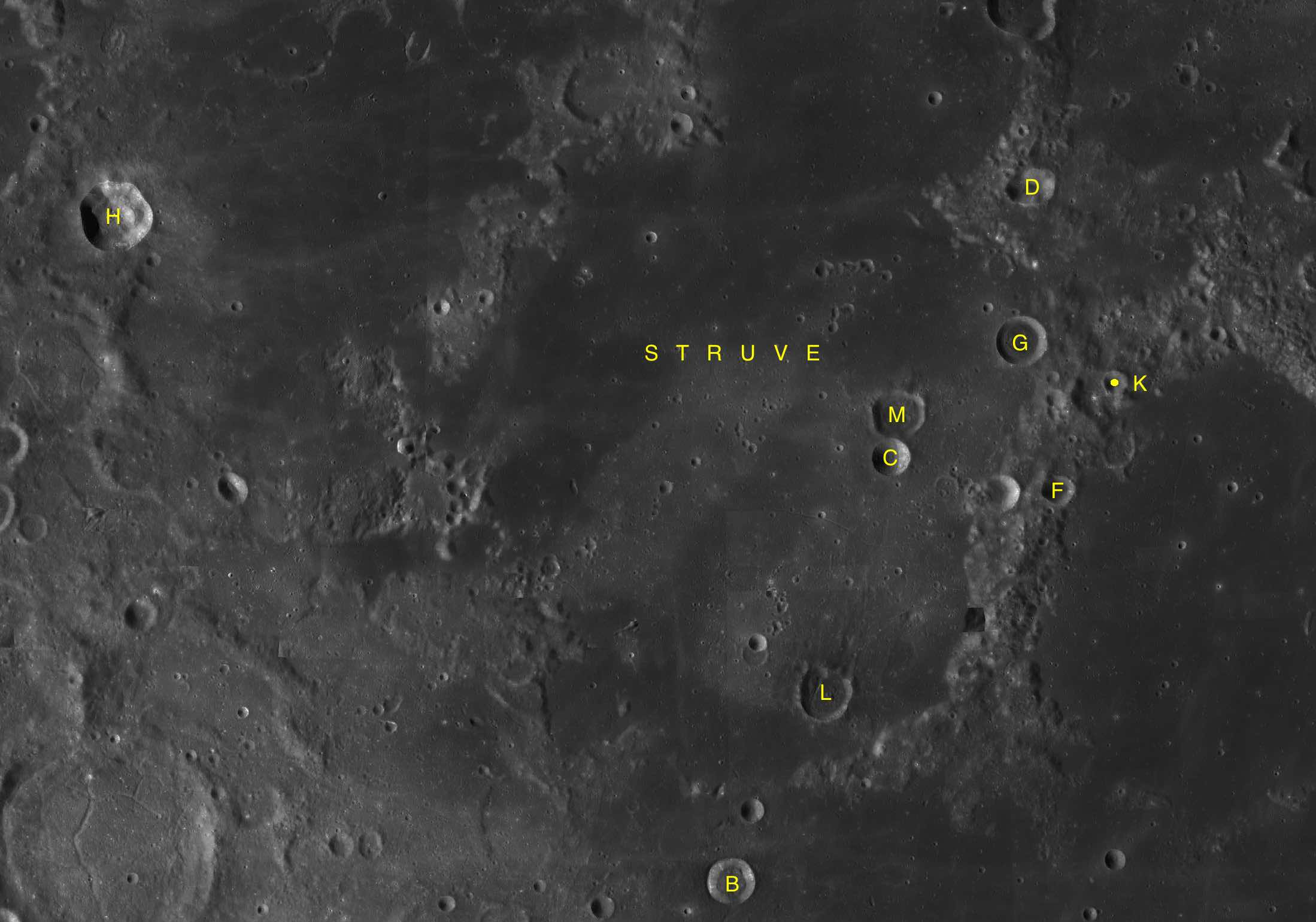
LAC-37 区域图

| 斯特鲁维 | 纬度    | 经度    | 直径    |
| -------- | ------- | ------- | ------- |
| B        | 19.0° N | 77.0° W | 14 公里 |
| C        | 22.9° N | 75.3° W | 11 公里 |
| D        | 25.3° N | 73.6° W | 10 公里 |
| F        | 22.5° N | 73.6° W | 9 公里  |
| G        | 23.9° N | 73.9° W | 14 公里 |
| H        | 25.2° N | 83.3° W | 21 公里 |
| K        | 23.5° N | 73.0° W | 6 公里  |
| L        | 20.7° N | 76.0° W | 15 公里 |
| M        | 23.3° N | 76.2° W | 15 公里 |

## 另请参阅
- Andersson, L. E.; Whitaker, E. A. . NASA RP-1097. 1982.
- Blue, Jennifer. . USGS. July 25, 2007  [2007-08-05]. （原始内容存档于2018-12-25）.
- Bussey, B.; Spudis, P. . New York: Cambridge University Press. 2004. ISBN 978-0-521-81528-4.
- Cocks, Elijah E.; Cocks, Josiah C. . Tudor Publishers. 1995. ISBN 978-0-936389-27-1.
- McDowell, Jonathan. . Jonathan's Space Report. July 15, 2007  [2007-10-24]. （原始内容存档于2018-12-25）.
- Menzel, D. H.; Minnaert, M.; Levin, B.; Dollfus, A.; Bell, B. . Space Science Reviews. 1971, 12 (2): 136–186. Bibcode:1971SSRv...12..136M. doi:10.1007/BF00171763.
- Moore, Patrick. . Sterling Publishing Co. 2001. ISBN 978-0-304-35469-6.
- Price, Fred W. . Cambridge University Press. 1988. ISBN 978-0-521-33500-3.
- Rükl, Antonín. . Kalmbach Books. 1990. ISBN 978-0-913135-17-4.
- Webb, Rev. T. W.  6th revised. Dover. 1962. ISBN 978-0-486-20917-3.
- Whitaker, Ewen A. . Cambridge University Press. 1999. ISBN 978-0-521-62248-6.
- Wlasuk, Peter T. . Springer. 2000. ISBN 978-1-85233-193-1.